# Burning Up
"Burning Up" là một bài hát của ca sĩ người Mỹ Madonna nằm trong album phòng thu đầu tay mang chính tên cô. Nó được phát hành như là đĩa đơn thứ hai trích từ album vào ngày 9 tháng 3 năm 1983, dưới dạng đĩa A đôi ở một vài thị trường với. "Physical Attraction"

## Danh sách bài hát
- Đĩa 7" tại Mỹ[1]

1. "Burning Up" (bản 7") – 3:45
2. "Physical Attraction" (bản 7") – 3:52

- Đĩa 12" tại Mỹ/Pháp/Úc[2][3][4]

1. "Burning Up" (bản 12") - 5:56
2. "Physical Attraction" (bản album) - 6:35

- Đĩa 7" tại Úc[2]

1. "Burning Up" (bản album) – 4:48
2. "Physical Attraction" (bản 7") – 3:52

- Đĩa CD maxi tại Đức / Vương quốc Anh (1995)[3]

1. "Burning Up" (bản 12") – 5:56
2. "Physical Attraction" (bản album) – 6:34

## Xếp hạng
| Bảng xếp hạng (1983)                | Vị trí cao nhất |
| ----------------------------------- | --------------- |
| Australia (Kent Music Report)       | 13              |
| Hoa Kỳ Dance Club Songs (Billboard) | 3               |